# 阿卜杜勒-拉赫曼·本·费萨尔
阿卜杜勒-拉赫曼·本·费萨尔，内志埃米尔，沙特阿拉伯王国建立者阿卜杜勒-阿齐兹·本·阿卜杜拉赫曼的父亲，他的祖父是内志酋长国的建立者（沙特王朝以其五世祖的名字命名）。阿卜杜勒-拉赫曼·本·费萨尔于1875年至1876年及1889年至1891年在位。